# Bormannsmühle

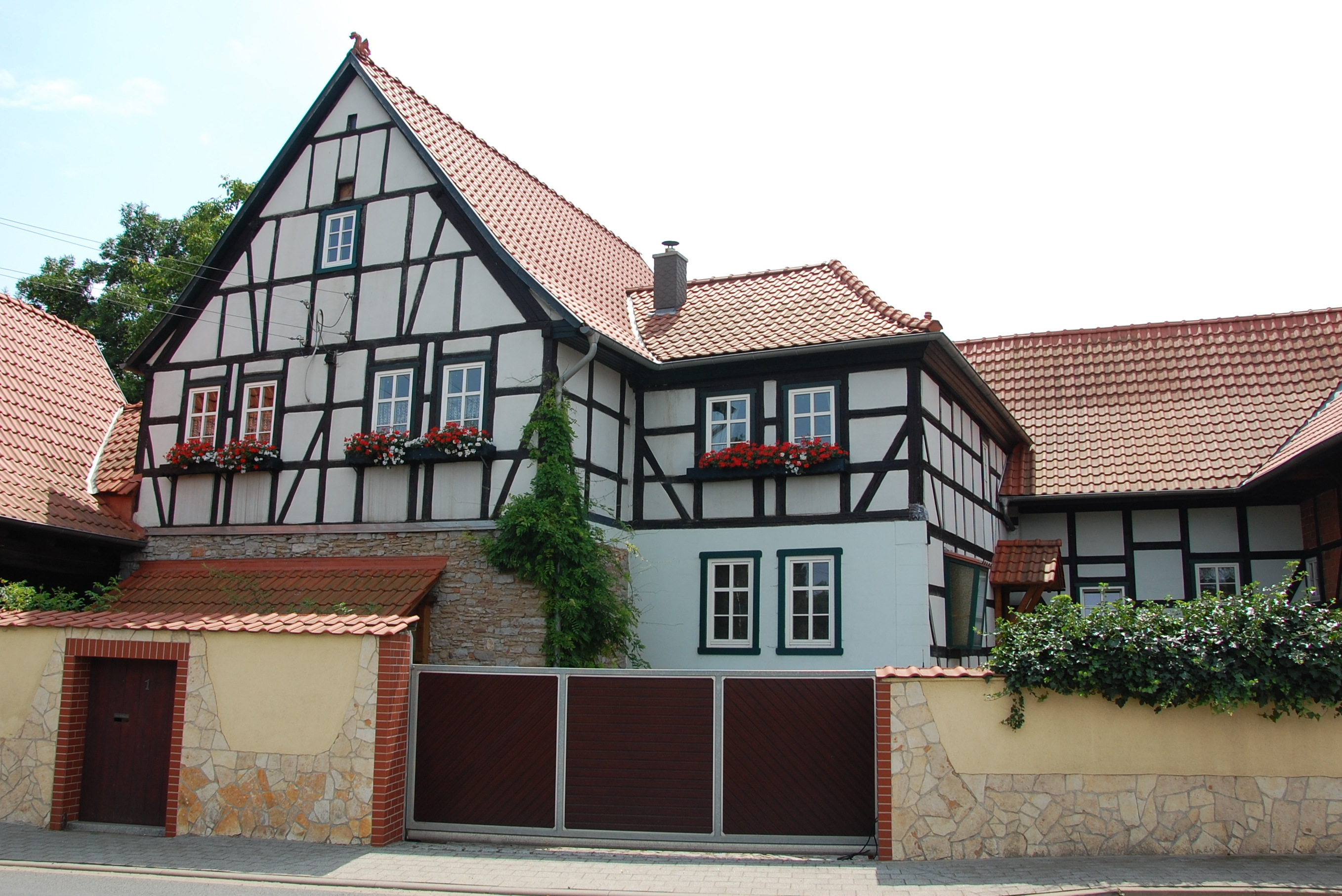
Wohngebäude Chausseestraße 1

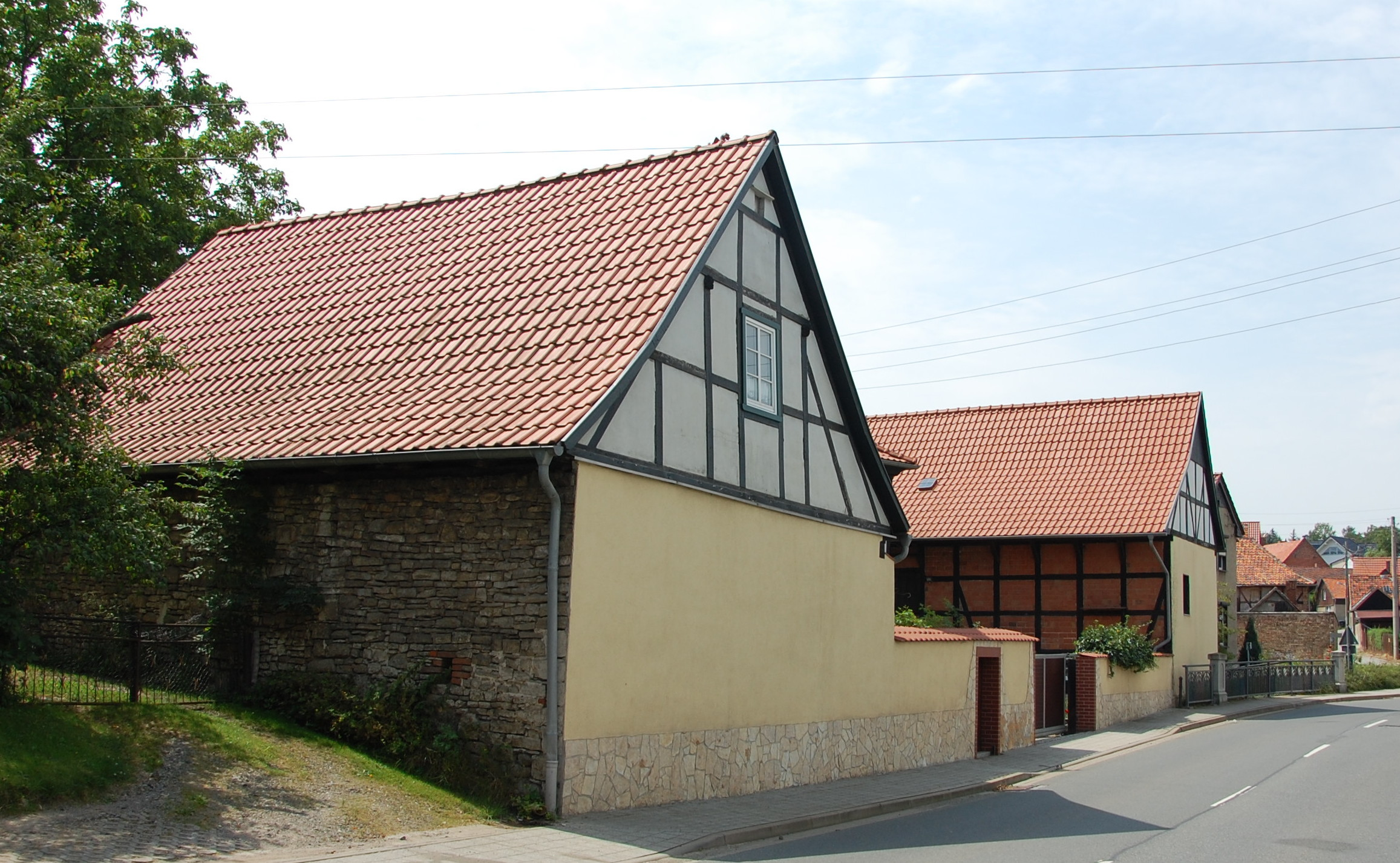
Blick von Osten

Die Bormannsmühle, auch als Bormannsche Wassermühle oder Alte Stiftsmühle bezeichnet, ist ein denkmalgeschütztes Mühlengehöft im zur Stadt Quedlinburg in Sachsen-Anhalt gehörenden Ortsteil Bad Suderode.

## Lage
Es befindet sich nordöstlich des Ortskerns Bad Suderodes, auf der Südseite der Chausseestraße an der Adresse Chausseestraße 1. Unmittelbar östlich des Grundstücks verläuft die Grenze zur Gemarkung Gernrode. Westlich verläuft der Quarmbach. Im örtlichen Denkmalverzeichnis ist es als Mühlenhof eingetragen.

## Architektur und Geschichte
Der Hof ist ein traditioneller Standort einer Wassermühle. Eine erste urkundliche Erwähnung stammt bereits aus dem Jahr 1241. In der ersten Hälfte des 17. Jahrhunderts wurde die Mühle am heutigen Standort von einem Herrn Bormann neu errichtet. Die heutige Bebauung stammt überwiegend aus dem 19. Jahrhundert. Neben dem eigentlichen Gebäude der Wassermühle mitsamt Wohnteil bestehen drei in Fachwerkbauweise errichtete Wirtschaftsbauten.
Die Mühle stand unmittelbar an der Grenze zwischen Preußen und Anhalt auf preußischem Gebiet. Die Grenze verlief im die Mühle antreibenden Bach. Ursprünglich bestanden zwei Wasserläufe. Der das Mühlrad antreibende Wasserlauf wurde in späterer Zeit zugeschüttet. 1847 wurde die Straße ausgebaut und mitten durch das Mühlgrundstück geführt. Die zur Mühle gehörende Scheune stand damit auf der anderen Straßenseite. Ursächlich war ein Streit zwischen dem Müller Johann Heinrich Bormann und dem Herzog von Anhalt. Als der Herzog auf dem Grundstück über den Bach nach Preußen rein fahren wollte, rief der Müller dem Herzog zu „Ihr Weg geht an der Bickemühle rum, das ist mein Eigentum!“ Der Herzog wandte sich mit einem Schreiben empört an den preußischen König. Der verfügte tatsächlich die Anlage der Durchfahrtsstraße, die zunächst als unbefestigter Feldweg ausgeführt war.
Der Sohn Johann Heinrich Bormanns, Karl Friedrich Bormann stiftete 1847 den etwas nordöstlich der Mühle stehenden Hungerstein, der an eine durch Trockenheit entstandene Hungersnot erinnert. Durch die Dürre waren auch die Wassermühlen zum Erliegen gekommen. Bormann ließ auch die Bormann-Brücke im Kalten Tal errichten.
Noch bis in die Mitte der 1950er Jahre war die Mühle als Schrotmühle in Betrieb. Letzter Müller war Hugo Bormann. Da sein einziger Sohn im Krieg gefallen war, erbte die verwandte Familie Heinz Ohder das Anwesen, die auch heute noch (Stand 2013) Eigentümer des Anwesens ist.